# Sphagnum negrense
Sphagnum negrense là một loài rêu trong họ Sphagnaceae. Loài này được Mitt. mô tả khoa học đầu tiên năm 1869.